# نوسونبي
نوسونبي كما تلفظ بالدانماركية وتكتب (بالدنماركية: Nørresundby)، (النطق الدانمركي: nɶɐ̯ɐsɔnˌpyˀ) أو نورسوندبي حسب اللفظ الإنجليزي للاسم، وهي مدينة مينائية في الدنمارك تقع هذه المدينة في بلدية آلبورغ، شمال مضيق ليمفيوا. يبلغ عدد سكان المدينة 23718 نسمة (1 يناير 2021).
تقع مدينة نوسونبي شمال مدينة آلبورغ مباشرة، وتعتبر جزءًا منها، وأحيانًا يتم استخدام اسم آلبورغ الكبرى لوصف اجتماع مدينة آلبورغ مع مدينة نوسونبي.
ترتبط المدينة بآلبورغ بواسطة جسر ليمفيوا "Limfjordsbroen": وهو جسر طريق وجسر سكة حديدية، بالإضافة إلى طريق السريع (E45) الذي يمر بها من جهة الشرق.
المدينة هي موقع لمستوطنة تلال لينهولم "Lindholm Høje" والتي هي موقع الدفن الرئيسي للفايكنج والذي يعود تاريخه للعصر الحديدي الجرماني، بالإضافة للمتحف الذي يعرض الآثار عن ذات الموقع.
كما يوجد في مدينة نوسونبي العديد من الأندية الرياضية، وأبرزها لينهولم أي اف، الذي يلعب فيه فريق كرة القدم الأعلى تصنيفًا اعتبارًا من موسم (2013-2014 ) وكان ترتيبه الخامس في الدوري الدانماركي.

## تاريخ المدينة

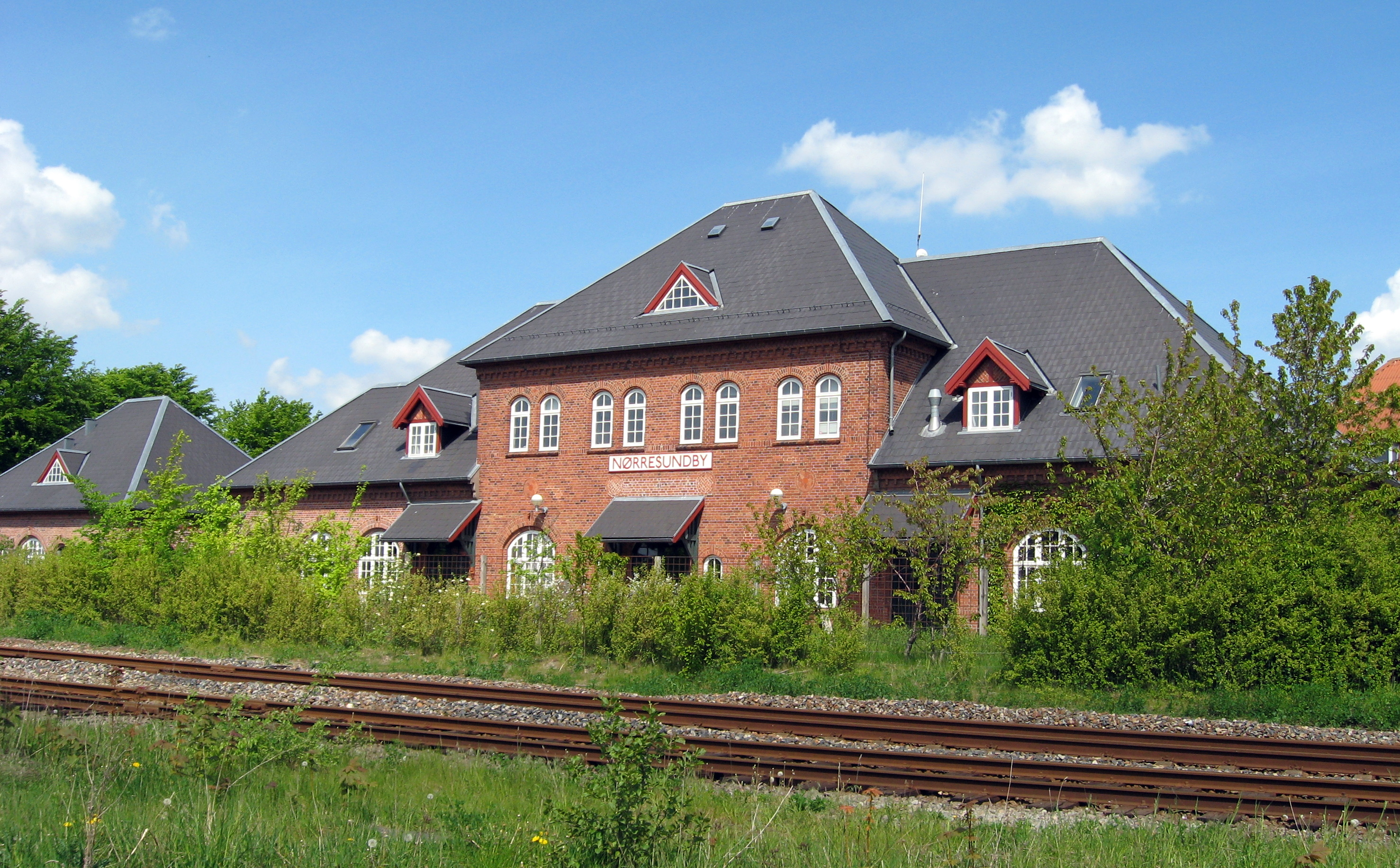
المحطة القديمة في نوسونبي

يعود تاريخ المدينة إلى بداية القرن الثالث عشر حيث كانت تابعة لدير فيتسكول "Vitskøl Kloster"، عندما تبرع فالديمار الثاني "Valdemar Sejr" بجميع ممتلكات أسلافه في المنطقة إلى الدير. تكمن أهمية المكان في العصور الوسطى وفي الآونة الأخيرة بأنه كان نقطة العبور من مناطق أقصى شمال الدانمارك أو شمال يولاند إلى آلبورغ. وكان الموقع عند نقطة العبور الرئيسية أي المدينة والمنطقة المحيطة مسرحًا لأحداث شبيهة بالحرب عدة مرات، وذلك خلال انتفاضة الفلاحين عام 1441م وأثناء حرب الثلاثين عامًا، حيث قامت القوات الإمبراطورية آنذاك بتحصين المرتفعات شمال المدينة وأيضًا في حربي عام 1644م وعام 1657م حيث تم بناء تحصينات دفاعية شمال المضيق البحري.
في عام 1865م تم بناء جسر عائم باسم جسر كريستيان التاسع العائم، وبعد ست سنوات في عام 1871م تم بناء جسر للسكك الحديدية، والذي لا يزال قائما حتى اليوم.
في عام 1933م، تمت إزالة الجسر العائم وتم بناء جسر جديد مكانه يسمى جسر ليمفيوا وبعد خمس سنوات في 29 مايو 1938 افتتح مطار ألبورغ في المدينة.
خلال الفترة 1958-1960 تم توسيع جسر ليمفيوا وفي عام 1969 تم افتتاح نفق ليمفيوا شرق المدينة.

### معالم المدينة
كانت المدينة من منتصف القرن التسع عشر مدينة تجارية مغمورة وفي عام 1900م جذبت العديد من الشركات الصناعية منها: مسلخ الخنازير (وذلك حتى عام 2004م)، ومصنعان للأسمنت (كلاهما توقف) ومصنع حامض الكبريتيك والسوبر فوسفات (كيميرا الآن).
وبعد اندماج البلديات في عام 1970م، أصبحت المدينة في حالة ركود، وأصبحت مدينة نوسونبي منطقة سكنية في آلبورغ الكبرى.
تم الحفاظ على عدد قليل من المباني القديمة، حيث دمرت حرائق كبيرة في وسط المدينة كان آخرها في عام 1865م، معالم كثيرة منها، في فترة لاحقة بعد الحرب العالمية تم بناء المباني المميزة مثل فندق رويال، وقاعة المدينة.
تم الشروع في تجديد حضاري واسع النطاق لتحسين وسط المدينة كمنطقة سكنية والحفاظ على طابع السوق في وسط المدينة وبقايا الشوارع التي تعود إلى العصور الوسطى.
مُنحت نوسونبي امتيازات تجارية في عام 1856م، ومع افتتاح الجسر العائم في عام 1865م، توقفت خدمة العبارات عبر المضيق البحري، وفي عام 1871م، تم إنشاء خط للسكة الحديد بين يورينغ "Hjørring" ونوسونبي فوق جسر ثابت إلى آلبورغ، وفي مارس2017م، تم توسيع جسر السكك الحديدية بجسر للمشاة والدراجات الهوائية.

## التعداد السكاني
من عام 1981م إلى عام 2006م، تم تضمين التعداد السكاني لمدينة نوسونبي في التعداد السكاني لمدينة آلبورغ. ولكن في 1 كانون الثاني (يناير) من عام 2006م، تم تقديم تعريف جديد للمدينة السكنية وتم مرة أخرى حساب عدد سكان نورسوندبي بشكل مستقل والجدول إلى اليسار يظهر التعداد السكاني للمدينة من عام 1787م حتى عام 2009م.

## أعلام
- سورن ينسين بيترسين "Søren Jessen-Petersen" محام وموظف مدني في الأمم المتحدة، ولد عام 1945م
- فرنك آوين "Frank Aaen" خبير واقتصادي دانماركي، ولد عام 1951م
- أورلا هاو "Orla Hav" سياسي وعمدة مقاطعة شمال يولاند وعضو البرلمان الدانماركي
- بريبين بانغ هينركسن "Preben Bang Henriksen" محامي وسياسي، ولد 1954م
- أولي بورنيدال "Ole Bornedal" مخرج سينمائي وممثل ومنتج، ولد عام 1959م[9]
- محمد علي مغني دانماركي من أصول مصرية وعراقية، ولد عام 1993م
- هنري نيلسن عداء دانماركي للمسافات المتوسطة والطويلة، حامل الرقم القياسي العالمي لمسافة 3000 متر (1934-1936) من مواليد عام 1910م وتوفي عام 1969م
- هينينج ينسن (1949–2017) لاعب كرة قدم، 125 مباراة دولية مع بوروسيا مونشنغلادباخ وسجل 9 أهداف في 21 مباراة مع الدانمارك.
- بول إريك أنيسين "Poul Erik Andreasen" لاعب كرة قدم ومدرب كرة قدم، ولد في 17 ديسمبر 1949

## وصلات خارجية
- المدرسة الثانوية العليا في نوسونبي
- تاريخ المدينة على موقع المركز الدنماركي لتاريخ الحضارات